# إتش تي ديكنسون
إتش تي ديكنسون (بالإنجليزية: H. T. Dickinson)‏ هو مؤرخ بريطاني، ولد في 9 مارس 1939 في المملكة المتحدة.